# T-Mobile Arena
La T-Mobile Arena è un'arena coperta situata a Paradise, Nevada, sponsorizzata dalla compagnia telefonica T-Mobile. Ospita i Vegas Golden Knights della NHL dalla stagione 2017-2018, la fase finale del torneo NCAA della Pac-12 oltre a numerosi altri eventi sportivi e musicali.